# Vasaces knulli
Vasaces knulli là một loài bọ cánh cứng trong họ Oedemeridae. Loài này được Arnett miêu tả khoa học năm 1953.